# Lethades facialis
Lethades facialis är en stekelart som först beskrevs av Carl Gustav Alexander Brischke 1871.  Lethades facialis ingår i släktet Lethades och familjen brokparasitsteklar. Arten är reproducerande i Sverige. Inga underarter finns listade i Catalogue of Life.